# Великий Комиш
Великий Коми́ш (рос. Большой Камыш) — присілок у складі Ірбітського міського округу Свердловської області.
Населення — 201 особа (2010, 232 у 2002).
Національний склад населення станом на 2002 рік: росіяни — 99 %.